# Valeria (cité romaine)
Pour les articles homonymes, voir Valeria.
Valeria est une cité romaine située autour de la Hoz del Río Gritos (es) dans la ville de Valeria (es), municipalité de Las Valeras en Castille-La Manche (Espagne).
Elle est fondée entre 93 et 82 av. J.-C. sur des terres conquises au siècle précédent sur les peuples celtibères qui habitent la région. Les vestiges montrés aujourd'hui et les mentions écrites indiquent qu'il s'agit d'un municipium important. La plupart de ces vestiges sont toujours visibles, notamment le bâtiment le plus caractéristique : le nymphée.
Valeria est l'une des trois cités romaines de la province de Cuenca. Depuis sa fondation, elle a toujours conservé le toponyme romain qui fait référence à son fondateur, Valerius Flaccus.
Les travaux archéologiques menés sur le site ont permis de mettre au jour l'un des forums romains les plus complets de la Meseta.

### Ouvrages
- (es) Enrique Gozalbes Cravioto, La ciudad romana de Valeria (Cuenca), Editorial de la Universidad de Castilla-La Mancha, 2009 (ISBN 978-84-8427-703-3).
  - (es) Julián Torrecillas Moya, « El viario como factor de romanización: El ejemplo de Valeria », dans Enrique Gozalbes Cravioto, La ciudad romana de Valeria (Cuenca), Cuenca, Editorial de la Universidad de Castilla-La Mancha, 2009 (ISBN 978-84-8427-703-3), p. 124-145.
- (es) M. Osuna, Valeria Romana, Cuenca, Caja Provincial de Ahorros (Cuenca), 1978 (ISBN 8450027136).

### Articles
- (es) Martín Almagro Basch et Martín Almagro Gorbea, « El Tesorillo de Valeria », Numisma, no 14,‎ 1964, p. 25-47.
- (es) A. Fuentes, « Valeria, una ciudad ignorada en los textos clásicos », Revista de Arqueología, no 22,‎ 1982, p. 44-53 (ISSN 0212-0062).
- (es) J. Larrañaga, « Ruinas de Valeria », N.A.H., vol. II,‎ 1995.

### Chapitre
- (es) A. Fuentes, « La cronología del yacimiento hispanorromano de Valeria y su relación con otros análogos de la Meseta », dans I Congreso de Historia de Castilla-La Mancha, Ciudad Real, 1988, p. 211-223.